# Семенівський вісник
«Семенівський вісник» — Семенівська районна україномовна суспільно-політична газета. Виходить двічі на тиждень щосереди та щосуботи. Наклад: 1700 примірників.

## Історія
Газета вперше почала виходити 1929 року.
2007 року на грудневій сесії Семенівської районної ради депутати проголосували припинити фінансування газети.

## Зміст
Виходить газета на 4 аркушах формату А3 двічі на тиждень. Основним наповненням газети є новини, місцева самоврядність, соціальні проблеми, економіка, сільське господарство, спорт, культура, програма телепередач.

## Особистості
У Семенівському віснику проходив практику після другого курсу Харківського технікуму журналістики Олесь Гончар 1936 року. Друкував у газеті статті та вірші. Тоді семенівська районка називалася «Розгорнутим фронтом». Дещо пізніше у виданні працював член Національної спілки журналістів Володимир Проненко. Він у 2005-у керував секретаріатом Комітету з питань соціальної політики та праці при Верховній Раді України.